# Cercle Fustel de Coulanges
Le cercle Fustel de Coulanges est une association française de droite qui rassembla des enseignants et milita contre l'école publique et son « idéologie », des années 1920 jusqu'au début des années 1970.
De nombreux membres de ce cercle ont participé activement au régime de Vichy.

## Historique

### Une association d'enseignants proche de l'Action française
Le Cercle a été fondé à partir de l'automne 1926, et a fonctionné réellement à partir de 1927-28. Ses fondateurs sont des enseignants parisiens du secondaire, notamment Georges Cantecor, directeur de ses Cahiers jusqu'à son décès en 1932, et Henri Boegner, son secrétaire puis secrétaire général, et par un inspecteur du primaire, Pierre Dufrenne. Rejoints par des professeurs de province, tel Pierre Heinrich, titulaire de la chaire d'histoire de la khâgne du lycée du Parc de Lyon. Il est présidé par le physicien Louis Dunoyer de Segonzac, professeur à la Sorbonne. 
Adhèrent au cercle des universitaires, des enseignants du secondaire et des instituteurs, tel Serge Jeanneret. Lors du banquet de 1932, Louis Dunoyer déclare: « La Faculté de droit, la Sorbonne, l'École normale supérieure, la Faculté de médecine ont leurs représentants parmi nous. Tous les lycées de garçons, sauf peut-être Henri-IV et Condorcet. De nombreux agrégés sont des nôtres, et qui plus est, des membres du bureau de la société des agrégés et de celui du syndicat des professeurs de lycée. Je vois l'aimable présence de plusieurs membres de l'enseignement secondaire féminin. Nombreux sont aussi les professeurs de collège. Voici encore des maîtres de l'École des hautes études commerciales, de l'École Arago. L'enseignement libre, public ou privé, s'intéresse à nous. (...) la phalange ardente et nombreuse de nos jeunes membres de l'enseignement primaire ». Ses effectifs ont été minces: il revendique plus de 200 membres en 1928, 790 en 1931, dont 300 adhérents à Paris et 26 aux colonies, 1 400 en 1934, 1 500 en 1935.
Il a existé des groupes locaux en province, à Strasbourg ou à Toulouse, autour du doyen de la faculté de médecine Jacques-Émile Abelous, un protestant.

#### Les fondateurs
Georges Cantecor (1863-1932) est professeur agrégé de philosophie, auteur de plusieurs articles ou ouvrages, consacrés notamment à Descartes, Kant ou au positivisme. Sa carrière s'est déroulée à Nantes à partir de 1891, au lycée Clemenceau, à Bordeaux, à Reims, puis aux lycées parisiens Louis-le-Grand et Pasteur[Où ?]. Il meurt en décembre 1932 à 65 ans. D'abord dreyfusard et membre de la Ligue de l'enseignement, il évolue vers le nationalisme, sans pour autant rejoindre l'Action française de Maurras. 
Henri Boegner (1884-1960), également agrégé de philosophie, est professeur de lettres classiques au lycée Molière. Fils d'Alfred Boegner, pasteur qui fut le directeur des missions évangéliques de Paris, cousin du pasteur Marc Boegner, il est issu d'une famille protestante mais il s'est converti au catholicisme. C'est un ami depuis 1908 et le beau-frère de Gabriel Marcel. D'abord influencé par Georges Sorel et Charles Péguy, il est devenu maurrassien et a présidé lorsqu'il était professeur à Mulhouse la section d'Action française de la ville. 
Pierre Dufrenne a d'abord enseigné en province et à Paris avant de devenir inspecteur de l'enseignement primaire dans l'Oise. C'est un ancien syndicaliste d'extrême gauche, qui a rallié l'Action française et s'est converti au catholicisme avant 1914. Il meurt le 23 décembre 1930.
Pierre Heinrich (1874-1936) est le cinquième des six enfants d'un doyen de la Faculté des lettres de Lyon, Guillaume Alfred Heinrich. Contrairement à son père, il a échoué au concours de l'École normale supérieure; khâgneux au lycée Louis-le-Grand, il n'a été qu'admissible en 1895. Il est cependant agrégé d'histoire (1901) et docteur ès lettres (1907). Il enseigne l'histoire aux khâgneux du lycée du Parc de Lyon, de 1917 jusqu'à son décès en mai 1936, après avoir été professeur aux lycées d'Orléans, de Valenciennes et du lycée Lakanal de Paris. C'est un catholique d'Action française. Membre comme son père de la Congrégation des Messieurs (1923), la plus ancienne et plus prestigieuse œuvre catholique lyonnaise, il préside depuis 1921 le conseil particulier de la Société de Saint-Vincent-de-Paul de Lyon. Sous sa présidence, le nombre des conférences passa de 25 à 43, et c'est lui qui assura la fondation de la première conférence féminine. Il a repris en décembre 1917 le Bulletin des Professeurs catholiques de l’Université de Joseph Lotte, de l'Association des maîtres catholiques. Il est hostile à la fois à l'anticléricalisme et aux démocrates-chrétiens. Ses sympathies notoires pour l'Action française provoquent des remous; il résiste un temps aux pressions grâce à la protection du cardinal Maurin  avant de quitter la présidence du groupe de Lyon des universitaires catholiques - reprise par André Latreille - en octobre 1928 et de suspendre son bulletin. Il a épousé en 1910 Gabrielle Ollier, fille du chirurgien Louis Léopold Ollier.
Depuis 1920, Dufrenne et Heinrich militent à l’Association de l’École française et à son périodique, La Revue de l'école, dont Dufrenne est le directeur et dont ils ont été les fondateurs et administrateurs de la société qui le publie, aux côtés d'instituteurs comme Maurice Jeannard, futur membre du comité de rédaction de L'École française, ou Émile Bocquillon.

#### L'accueil de personnalités de la droite académique
Dans l'entre-deux-guerres, sa revue et/ou ses réunions, notamment son banquet annuel, accueillirent des grands chefs militaires comme le maréchal Hubert Lyautey - il préside le banquet de 1932 -, ou le général Maxime Weygand. Ainsi que des intellectuels comme Léon Bérard, Albert Rivaud, conférencier à plusieurs reprises, collaborateur des Cahiers et de l'Ecole française -, l'académicien Abel Bonnard - qui présida le banquet de 1931, l'Académicien Louis Bertrand - Il présida le banquet de 1928, assista à ceux de 1929 et 1931 -, Bernard Faÿ, Daniel Halévy, René Gillouin, André Bellessort, Pierre de Labriolle, de l'Institut, professeur à la Sorbonne - qui préside le banquet de 1937 -, les professeurs de droit Louis Le Fur et Achille Mestre, etc. Plus rares ont été les militants politiques - le comte de Puységur, président de la Ligue nationale antimaçonnique, en 1934 -, les élus parisiens - Gillouin ou Louis Darquier de Pellepoix (1937) - ou les parlementaires (les députés de Paris Fernand Wiedemann-Goiran et René Dommange en 1937).

#### Le Cercle et l'Action française
Le cercle est très proche des royalistes de l'Action française de Charles Maurras, sans en être dépendant et accueille des enseignants issus ou sympathisants de la ligue, comme Louis Dunoyer, Boegner, Pierre Heinrich, le doyen Abelous de Toulouse, Pierre Dufrenne, Henri Carteron, maître de conférences d'histoire de la philosophie à la Faculté des lettres de Strasbourg (de 1923 à son décès en 1929, à 37 ans) et président-fondateur de l’Union alsacienne des professeurs catholiques, le jeune professeur agrégé de philosophie Olivier Pozzo di Borgo (1900-1991) - futur résistant et inspecteur général de l'enseignement secondaire à partir de 1945, et libéral de gauche après la guerre -, ou l'instituteur public Serge Jeanneret, animateur de l'Union corporative des instituteurs, adhérente au Cercle, et de son périodique L'École française. 
Il tient son nom de l'historien Fustel de Coulanges, annexé post-mortem par l'Action française. Maurras, figure tutélaire du cercle, a été invité à présider son premier congrès, en juin 1928, mais empêché, il est remplacé par Louis Bertrand. Il préside celui de 1929 et participe à plusieurs banquets par la suite, et y prend parfois la parole. D'autres dirigeants de la ligue (Maurice Pujo, le marquis de Roux, Georges Calzant, le baron François de Lassus) et des personnalités maurrassiennes ont assisté à ses banquets, tels Henri Massis, qui le présida en 1935, Léon Mirman - cet habitué des banquets le préside en 1933 -, Georges Claude, Théophile Alajouanine, le général Abel Clément-Grandcourt, collaborateur de la page militaire de l'Action française, Pierre Gaxotte, le docteur Charles Fiessenger (médecin et ami de Maurras, animateur des banquets médicaux de l'Action française), etc. 
Parmi ses conférenciers, le Cercle a accueilli des membres notoires de l'Action française, comme en 1933 le bâtonnier Marie de Roux ou Firmin Bacconnier. Le Cercle a rendu hommage à Maurras, alors emprisonné, en décembre 1936 lors d'une réunion présidée par André Bellessort, à laquelle ont participé Georges Claude, le docteur Charles Fiessinger, Xavier de Magallon, Bonnard. Bellessort, un professeur agrégé, Rivaud, professeur à la Faculté des sciences, et Dunoyer chantent ses louanges, sans aucune réserve. Selon Dunoyer, « sans la pensée de l'action maurrassienne, le Cercle Fustel de Coulanges, tel qu'il existe, n'aurait jamais pris naissance. Si Maurras n'avait pas remis sur pied une critique de la démocratie et une théorie de la monarchie (...), il est douteux que ceux d'entre nous qui ne sont pas positivement royalistes fussent devenus antidémocrates, mais il est encore plus douteux (...) que la plupart des intellectuels, des professeurs (...) que l'on compte en grand nombre parmi nous, fussent devenus royalistes ».

### Une association militant contre l'idéologie républicaine de l'école publique de laIIIeRépublique
Le cercle publie à partir d'octobre 1928 une revue, Les Cahiers (tirés à 1500 exemplaires en 1935), dans lesquels sont publiées des études historiques ou pédagogiques, ainsi que des articles de réflexion, organise des conférences, souvent reproduites dans les Cahiers, tient chaque année une réunion de rentrée et un banquet à la fin de l'année universitaire, auxquels participent des étudiants qui se préparent à l'enseignement, comme le futur historien Philippe Ariès, tient des congrès à partir de 1934. Il participe au défilé pour la fête de Jeanne d'Arc à partir de 1934 avec les instituteurs de l'Union corporative des instituteurs, son satellite. 
La presse parisienne de droite s'est fait l'écho de son existence et de son programme, dès 1928. Le Cercle lui a adressé ses avis à partir de 1932, à propos du projet de consacrer une demi-journée à l'école et au lycée à l'action d'Aristide Briand, décédé, bête noire des nationalistes et de l'Action française. Ou bien à propos d'une circulaire sur l'entrée en sixième, préfigurant l'école unique et y voyant sans nuances « les débuts d'une tentative de l'État pour s'emparer de l'enfance et pour réaliser une sorte de communisme pédagogique mortel à l'indépendance intellectuelle des maîtres comme des élèves », puis sur le projet de réforme de l'enseignement en 1937. Ou encore son avis sur une rixe entre deux lycéens parisiens, ce qui est l'occasion de dénigrer le Front commun. Le cercle fait publier en 1936 un ouvrage aux éditions de l'arc, L'éducation et l'idée de patrie, préfacé par Abel Bonnard. Il rassemble des études réalisées entre 1929 et 1933 et portant sur le patriotisme à l'école,  d'Henri Boegner, Albert Rivaud, Olivier Pozzo di Borgo, Henri Carteron et Serge Jeanneret. 
Les membres du Cercle sont pour l'ordre social et la hiérarchie scolaire. Les principales cibles du cercle sont l'école unique et son idéologie, la démocratisation de l'enseignement et la gratuité du secondaire - cela entraîne selon Olivier Pozzo di Borgo une « augmentation démesurée des effectifs scolaires et la baisse du niveau des études », au détriment « de l'enseignement et de la dignité du maître », alors que l'inégalité est naturelle et féconde, qu'il faut des « barrières nécessaires » et qu'il convient de chercher « non la quantité, mais la qualité ». Il faut donc « peu de bourses, mais qui subventionnent largement » -, des ministres comme Jean Zay. Ils se battent pour la défense du patriotisme dans l'enseignement, accusé de propager le pacifisme, et celle des humanités. Le cercle fait partie des cénacles dans laquelle s'élabore avant-guerre une partie de l'idéologie de la Révolution nationale.
Les membres du cercle ont voulu rénover l'enseignement, notamment celui de l'histoire. D'où la décision en 1931 de rédiger des manuels scolaires à destination du primaire, écrits par Pierre Heinrich et Antoinette de Beaucorps (1876-1933), professeur agrégée au lycée Molière et autre royaliste. C'est évidemment la place de la Révolution française dans l'enseignement qui leur pose problème. En 1939, pour le 150e anniversaire de la Révolution, le cercle organise une réunion avec Bonnard, Serge Jeanneret, Faÿ, Daniel Halévy, Pierre Boutang notamment. Les orateurs montrent « avec une vigueur vengeresse, la fausseté de quelques-unes des légendes à la gloire de la Révolution » et Dunoyer dénonce ,.
Au sein du syndicat des professeurs de lycée, Boegner et d'autres ont milité pour que ce syndicat n'adhère pas à la CGT, et le Cercle a cherché à faire barrage dans l'Université à la gauche communiste et socialiste, en dénonçant par exemple les grèves des enseignants

### Une première reconstitution en 1941
Après la débâcle de 1940 et la mise en place du régime de Vichy, le cercle se reconstitue de mars 1941 à 1944, en zone occupée, autour de Boegner, et en zone libre, à Clermont-Ferrand, autour de Pierre Ousset, secrétaire général pour la zone libre, du maurrassien Pierre Boutang, de Charles Hauter, professeur à la Faculté de théologie protestante de Strasbourg. Des conférences sont données dans cette dernière ville sous ses auspices: on y retrouve Maurras, qui vante à ses lecteurs l'action du cercle, Albert Rivaud, Henri Massis. À Paris, à la Sorbonne, des conférences ont été tenues fin 1941 sur la question de l'éducation. Elles sont présidées par Daniel Halévy, qui publia en 1939 des articles dans les Cahiers du cercle contre les manuels scolaires républicains.
Ses dirigeants se sont félicités de certaines décisions prises par l'État français en matière d'enseignement. Deux proches du Cercle ont été ministres de l'Instruction publique de Vichy, Albert Rivaud et Abel Bonnard. Boegner et Dunoyer ont été désignés en 1942 membres de la commission d'études des questions de jeunesse du régime de Vichy. En revanche, Jérôme Carcopino n'était pas un sympathisant du cercle, mais Boegner et ses amis ont cherché son appui pour faire triompher leurs thèses, notamment la rénovation des manuels scolaires. Maurras se plaint en 1942 que les manuels d'histoire rédigés par Pierre Heinrich, ignorés par les officiels de l'éducation nationale sous la IIIe République, ne sont pas encore adoptés, en raison du « sabotage administratif - pour ne pas dire trahison - de l'œuvre du Maréchal ».

### Une deuxième reconstitution en 1953
Toujours animé par Henri Boegner jusqu'à son décès en 1960, le Cercle se reconstitue en 1953, publie à nouveau à partir de décembre 1953 ses Cahiers, donne son nouveau banquet annuel en 1954. Il s'oppose aux projets scolaires de la IVe République (projets Langevin-Wallon, Lapie, André Marie), puis à ceux de la République gaullienne. Boegner est parallèlement un des principaux artisans de la renaissance du courant royaliste d'Action française après la guerre, dès 1945. Il a milité pour la libération de Maurras, comme Albert Rivaud ou Daniel Halévy, et collabore à Aspects de la France, avatar de L'Action française; il en est même brièvement le co-directeur avant sa mort en 1960.
Dans ses cahiers, ses banquets et ses réunions, on retrouve des noms déjà rencontrés avant guerre: le général Maxime Weygand, qui préside le banquet de 1954, Albert Rivaud, qui « jusqu'à son décès, soit pendant l'Occupation, soit après, ne cessa pas de travailler pour le cercle », Daniel Halévy, qui préside le banquet de 1956, Serge Jeanneret, présent au banquet de 1954, Louis Dunoyer, Léon Bérard, qui préside une réunion en 1956. De nouveaux noms apparaissent cependant: Claude-Joseph Gignoux, directeur de La Revue des deux mondes , Achille Dauphin-Meunier (1954), François Natter, Roger Grand (1954), René Poirier (1956). Boegner est intervenu dans un dîner-débat du Centre d'études politiques et civiques en 1955 portant sur la question de la réforme de l'éducation; il y retrouve Albert Rivaud, le conférencier, et René Gillouin, animateur de ce centre. Weygand, en outre, est le président d'honneur du CEPEC.

### Une troisième reconstitution en 1966
Georges Drieu La Rochelle, professeur au lycée Jean-Baptiste Say, nouveau secrétaire général du Cercle, a tenté de revivifier l'organisation en 1966, lançant un appel cosigné notamment par Henri Massis, Roger Dion, professeur au Collège de France, Jacques Bentegeat, professeur à la faculté de médecine de Bordeaux et le chanoine F. Calta, professeur à l'Université catholique d'Angers. Drieu La Rochelle a adhéré au Mouvement national universitaire d'action civique, fondé en 1958 contre les « défaitistes » en Algérie et les syndicats universitaires de gauche, a cosigné en 1960 le Manifeste des intellectuels français pour la résistance à l'abandon, a collaboré à L'Esprit public (revue) et collabore aussi à Aspects de la France. Les Cahiers reparaissent, de 1966 à 1973.